# Three Sisters (Oregon)
Die Three Sisters (engl. Drei Schwestern) sind drei Vulkangipfel im mittleren Teil der Kaskadenkette im Bundesstaat Oregon, USA.
Sie  erheben sich im Three Sisters Wilderness Area, einem 979 km² großen Wildnisgebiet, das innerhalb der Nationalforste Willamette und Deschutes liegt. Die drei Gipfel sind namensgebend für das sie umgebende, 809 km² große Biosphärenreservat Three Sisters.

## Name
Die Bezeichnung Three Sisters erschien zunächst auf Preston’s Map of Oregon im Jahre 1856. Bereits in den frühen 1840ern sollen, laut den Aufzeichnungen einer Mission der Methodistischen Kirche in Salem, die drei Gipfel von Norden nach Süden Faith (Glaube), Hope (Hoffnung) und Charity (Wohltätigkeit) geheißen haben.
Die drei Vulkane haben ihren gemeinsamen Namen erhalten, weil sie so nah beieinander liegen und als Einheit wirken. Der nahegelegene Mount Bachelor (Junggeselle) bekam seinen Namen in Anlehnung an diese Erscheinung; er erhebt sich in gewisser Distanz zu den Three Sisters und macht einen vergleichsweise einsamen Eindruck.

## Geologie und vulkanische Aktivität

### North Sister
Die North Sister (3074 m) ist der älteste der drei Vulkane mit hoch aufragenden Felsnadeln und Gletschern. Die letzte Eruption des Schildvulkans fand im späten Pleistozän statt, weswegen er als erloschen gilt. Die North Sister weist mehr Dykes auf als jeder vergleichbare Gipfel der Kaskadenkette. Die Gesteinskörper wurden durch den heutigen Gipfelkegel beiseitegeschoben. Teil des Kegels sind die beiden höchsten Punkte des Vulkans namens Prouty Peak und South Horn. Die Besteigung des Berges ist aufgrund des Steinschlags gefährlicher als bei den beiden anderen der Three Sisters. Die Schartenhöhe beträgt 831 m.

### Middle Sister
Die Middle Sister (3062 m) ist unter den Three Sisters der kleinste und am wenigsten erkundete Berg. Der Gipfelbereich war ursprünglich kegelförmig, aber insbesondere die Ostseite wurde durch Gletscher verformt. Der Schichtvulkan besteht überwiegend aus Basalt, weist aber auch Andesit, Dazit and Rhyodazit auf. Die Middle Sister gilt als erloschen, denn der letzte Ausbruch fand vor etwa 50.000 Jahren statt. Der Vulkan ist jünger als die North Sister und unwesentlich älter als die South Sister. Aufgrund der Lage zwischen den beiden anderen hat die Middle Sister mit 344 m die geringste Schartenhöhe.

### South Sister
Die South Sister (3159 m) ist von allen der jüngste und höchste Vulkan. Die vulkanischen Gesteine sind basaltischer Andesit, Rhyolith und Rhyodazit. Zuletzt brach er vor etwa 2000 Jahren aus. In seinem Krater liegt der dauerhaft zugefrorene Teardrop Pool, der höchstgelegene See in Oregon. In Gipfelnähe liegen zwei vergleichsweise kleine Gletscher, benannt wurden sie nach Lewis und Clark. Zur Besteigung des Berges genügt Bergwanderern eine Tageswanderung. Beliebte Startpunkte sind die Green Lakes und Devil's Lake. Die Schartenhöhe beträgt 1706 m.
Im Jahre 2001 entstanden Satellitenaufnahmen, die Veränderungen der Erdoberfläche in Form von Hebungen fünf Kilometer südlich des South‑Sister‑Gipfels zeigen. Die Verformungen weisen auf ein mögliches Erwachen des Vulkans in der nächsten Zeit hin. Es ist aber auch zu vermuten, dass Magma noch vor dem Austreten an die Oberfläche sich durch den vermehrten Kontakt mit festem Gestein abkühlt und so gebremst wird. Weitere Beobachtungen ergaben, dass bei einer steigenden Aktivität weniger der Hauptkrater, sondern eher andere Stellen am Berg ausbrechen.

## Galerie

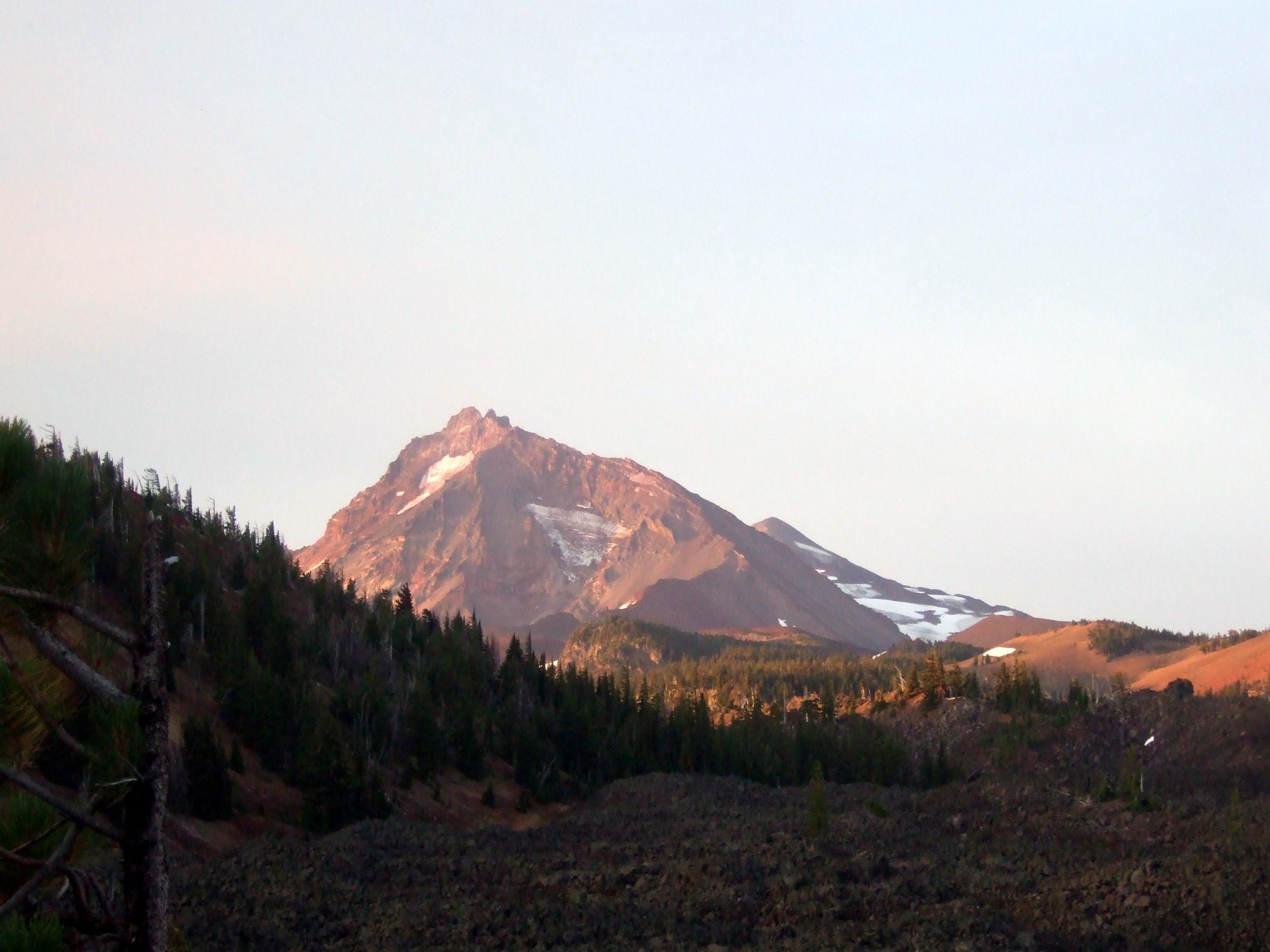
North Sister bei Sonnenaufgang
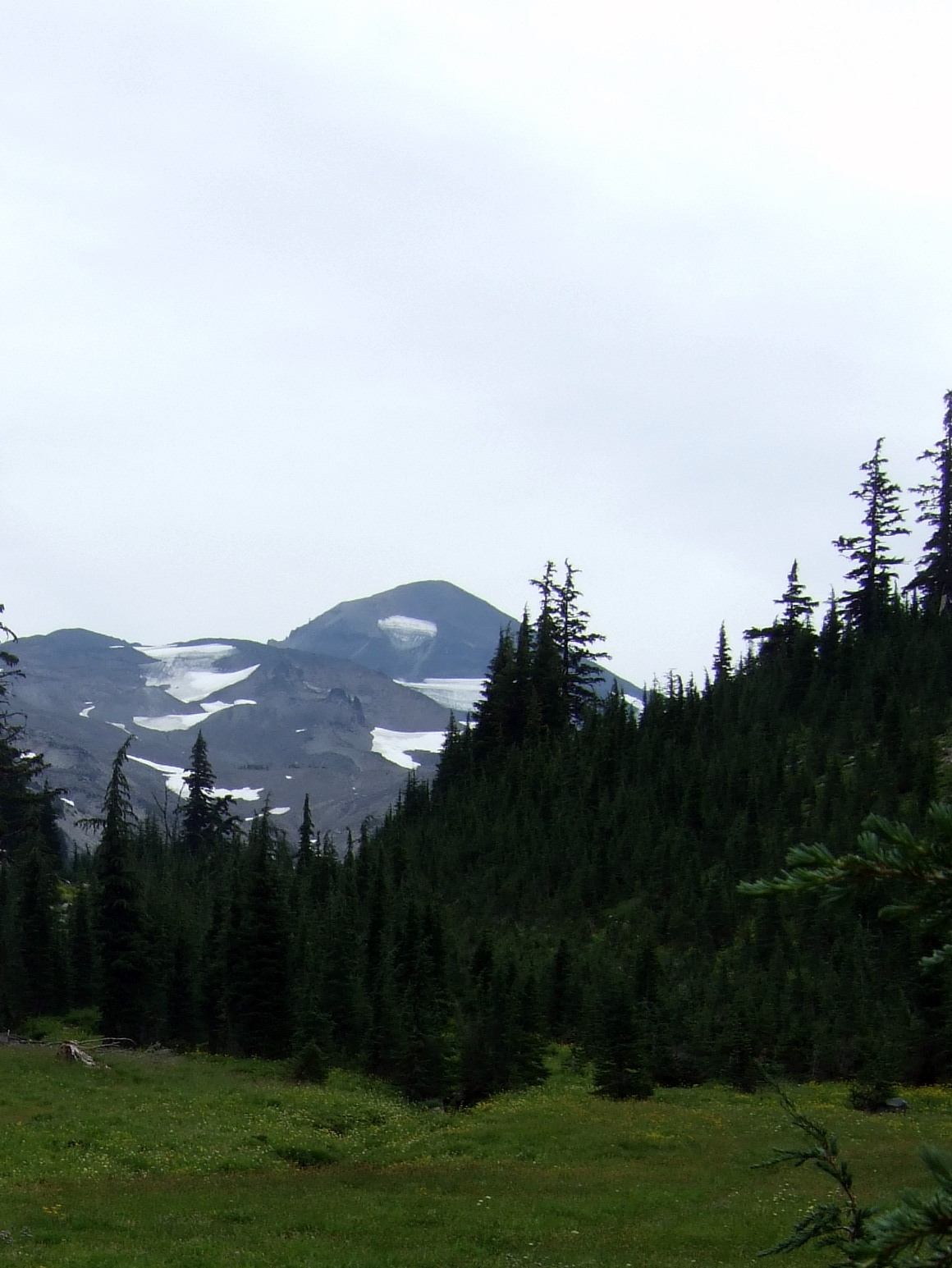
Middle Sister von Nordwesten
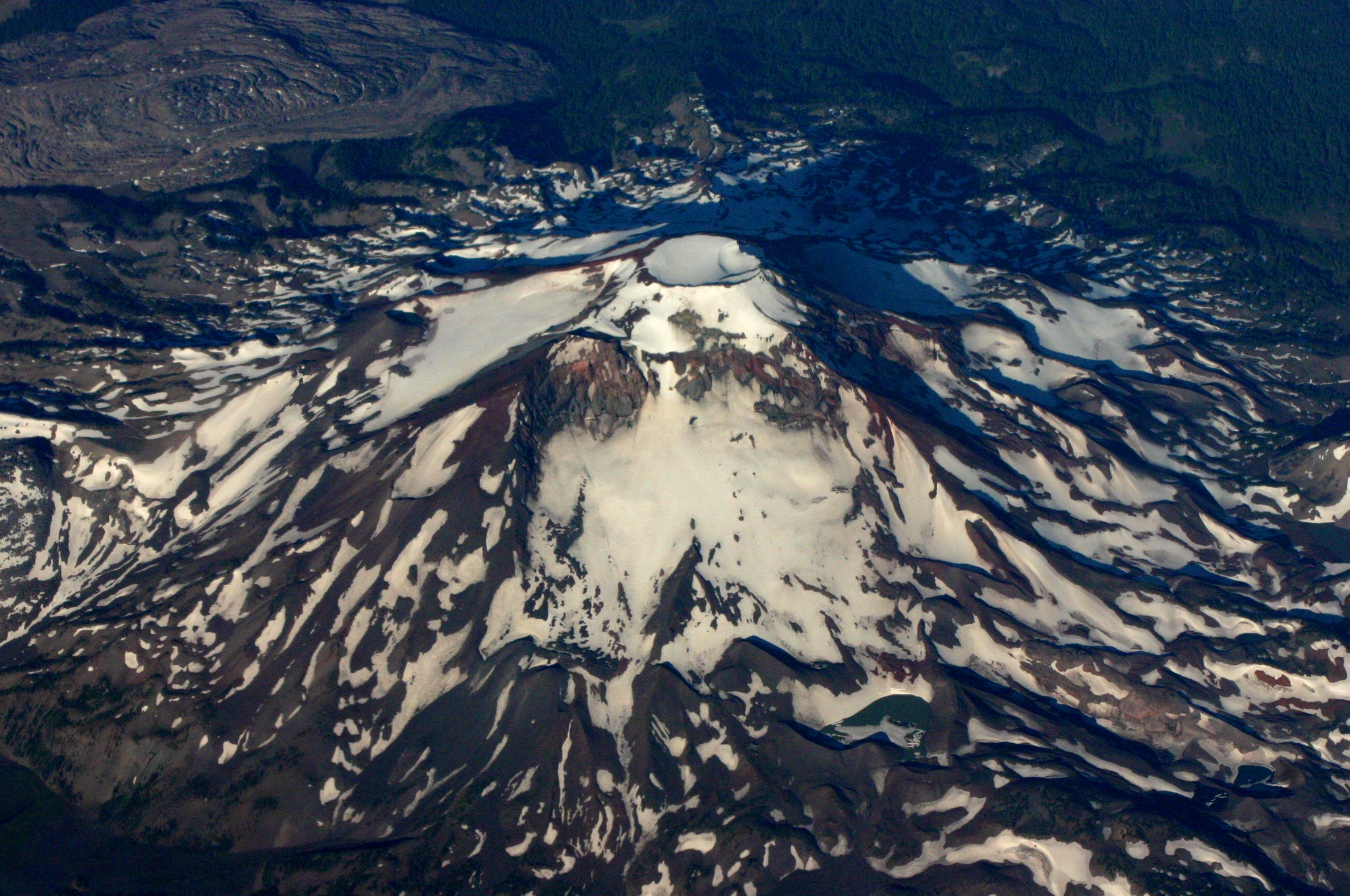
South Sister aus der Luft
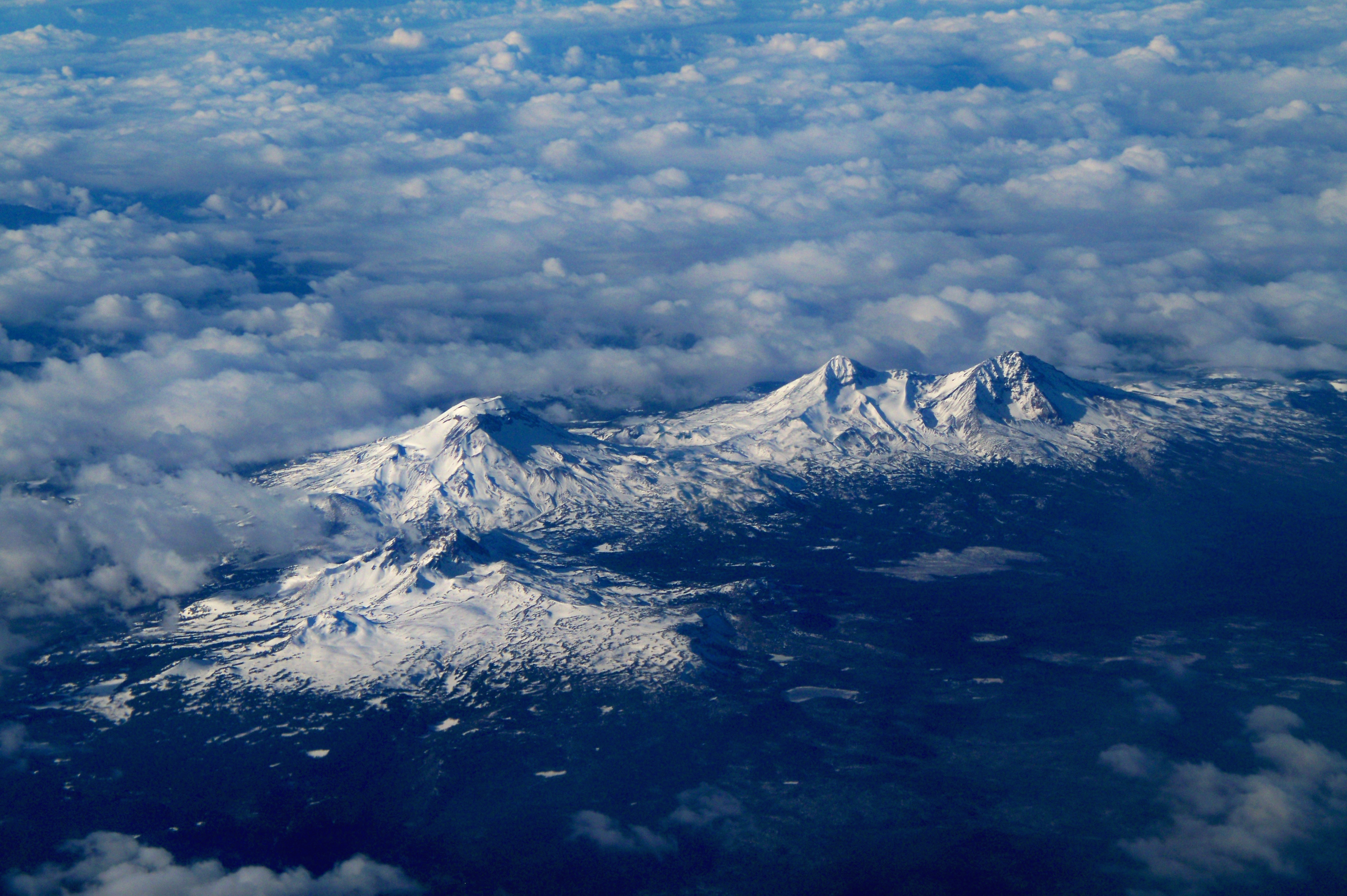
Die Three Sisters im Dezember 2008